# Kəlbəhüseynli
Kəlbəhüseynli è un comune dell'Azerbaigian situato nel distretto di Masallı. Conta una popolazione di 1 231 abitanti.